# Muhammad Basindawa
Muhammad Basindawa, arab. ‏محمد سالم باسندوة‎ (ur. 4 kwietnia 1935 w Adenie) – jemeński polityk, minister spraw zagranicznych w latach 1993–1994, premier Jemenu od 10 grudnia 2011 do 24 września 2014.

## Życiorys
Muhammad Basindawa urodził się w Adenie, ówczesnej kolonii brytyjskiej. W czasach rządów Alego Abdullaha Saliha był członkiem rządzącego Generalnego Kongresu Ludowego. W latach 1993–1994 zajmował stanowisko ministra spraw zagranicznych.
Na początku pierwszej dekady XXI w. wystąpił z Generalnego Kongresu Ludowego, stając się jednym z krytyków polityki prezydenta Saliha. Nie wstąpił jednak do innej partii politycznej. Po wybuchu protestów społecznych przeciwko władzy Saliha, w sierpniu 2011 stanął na czele Rady Narodowej, koalicji partii opozycyjnych.
25 listopada 2011 został nominowany przez Radę Narodową kandydatem na urząd premiera Jemenu. Wybór ten nastąpił dwa dni po podpisaniu przez prezydenta Saliha porozumienia z opozycją o rezygnacji z władzy. Wynegocjowane przez Radę Współpracy Zatoki Perskiej przewidywało przekazanie całej władzy wykonawczej przez Saliha w ręce wiceprezydenta Abd Rabbuha Mansura Hadiego przy jednoczesnym zachowaniu tytułu prezydenta przez kolejnych 90 dni oraz objęcie go immunitetem sądowym. W ciągu 90 dni w kraju przeprowadzone miały zostać wybory prezydenckie z Hadim jako jedynym kandydatem, potwierdzające jego mandat społeczny. W ciągu kolejnych dwóch lat przejściowe władze miały opracować projekt nowej konstytucji i zorganizować wybory parlamentarne i prezydenckie. Zgodnie z porozumieniem w ciągu 14 dni miał zostać powołany nowy rząd, złożony z członków partii rządzącej i opozycji, na czele z premierem wskazanym przez siły opozycyjne.
27 listopada 2011 wiceprezydent Hadi desygnował go na stanowisko premiera i powierzył misję utworzenia rządu. 7 grudnia 2011 stanął na czele powołanego tymczasowego rządu jedności narodowej, w którym resorty w równej części objęli członkowie rządzącego Generalnego Kongresu Ludowego oraz przedstawiciele opozycji. Nowy rząd składał się z 34 ministrów. Opozycja objęła w nim resorty spraw wewnętrznych, finansów i informacji, podczas gdy członkowie GKL resorty obrony, spraw zagranicznych i ropy. 10 grudnia 2011 rząd został oficjalnie zaprzysiężony i rozpoczął funkcjonowanie.
21 września 2014 premier Muhammad Basindawa podał swój rząd do dymisji. 7 października 2014 prezydent Abd Rabbuh Mansur Hadi powołał na stanowisko premiera byłego szefa swojej administracji – Ahmada Awada ibn Mubaraka. Dwa dni później, 9 października 2014 Ahmad Awad ibn Mubarak oficjalnie złożył na ręce prezydenta swoją rezygnację z misji tworzenia gabinetu, na którą miały wpływ zapowiedzi masowych protestów przeciwko polityce władz. W związku z tym Muhammad Basindawa pozostał na stanowisku premiera do czasu utworzenia nowego rządu. 13 października 2014 prezydent powierzył Chalidowi Bahahowi misję tworzenia nowego rządu. Nowy rząd został zaprzysiężony przez prezydenta 9 listopada 2014.